# Adela de Flandes
Adele de Flandes (nascuda cap a 1065 - † després de 1115) fou una reina de Dinamarca que va esdevenir duquessa de la Pulla.

## Biografia
Filla del comte de Flandes Robert el Frisó i de Gertruda de Saxònia, es va casar en principi amb el rei Knut IV de Dinamarca el 1080. El seu marit fou assassinat a l'església d'Odense per la seva pròpia guarda en el moment d'una revolta popular el 1086, el que va obligar a Adelea a refugiar-se amb el seu fill Carles amb Robert II de Flandes, el seu germà.
Jove vídua, se la va donar com esposa el 1092 a Roger Borsa, el duc normand de la Pulla (Ducat de la Pulla i Calàbria), i fill del cèlebre Robert Guiscard. A la mort del duc el 1111, va exercir la regència en nom del seu fill Guillem II de la Pulla fins al 1115. Després de la canonització del seu primer marit, el 19 d'abril de 1101 va enviar a Odense per a l'enterrament solemne de les seves restes, uns admirables teixits romans d'Orient, que encara es podien contemplar al segle xix a la catedral.